# Добровольный отказ от совершения преступления
Добровольный отказ от совершения преступления — это прекращение лицом приготовления к преступлению либо прекращение действий (бездействия), непосредственно направленных на совершение преступления, если лицо осознавало возможность доведения преступления до конца. Лицо не подлежит уголовной ответственности за преступление, если оно добровольно и окончательно отказалось от доведения этого преступления до конца. 
Социальная сущность добровольного отказа, как отмечает А. П. Козлов, заключается в том, что «лицо начинает совершать преступление, но в силу тех или иных причин прекращает преступное поведение по собственному волеизъявлению, в связи с чем преступный результат не наступает. Для общества же остается главным исключение вреда тем или иным общественным отношениям. Социальная полезность подобного значительно выше по сравнению с полезностью пресеченной преступной деятельности потому, что в таком случае не только прерывается преступное деяние, но уже и личность относительно ненаступившего преступного последствия становится непреступной, чего нет в пресеченном преступлении, хотя действия лица в какой-то их части остаются преступными». По выражению Франца фон Листа, государство в такой ситуации из политических соображений может «построить виновнику, уже навлекшему на себя наказание, золотой мост к отступлению»

## Признаки и условия добровольного отказа
Объективным признаком добровольного отказа является несовершение лицом задуманного им общественно опасного деяния при наличии у него возможности такого совершения. 
Субъективных признаков добровольного отказа несколько. Первым из них является добровольность: лицо должно отказаться от совершения задуманных действий по своей воле, а не вследствие принуждения или непреодолимой силы. Мотивы отказа при этом значения не имеют: это могут быть стыд, угрызения совести, страх перед наказанием, жалость к потерпевшему или даже лень, но основным мотивом, как правило, является страх перед разоблачением.
Второй субъективный признак — это осознание возможности довести преступление до конца. Если лицо осознаёт, что вследствие изменения обстановки его план, скорее всего, будет провальным, отказ не может быть признан добровольным. Значение при этом имеет не объективная возможность реализации замысла, а субъективное представление виновного о её наличии.
Наконец, добровольный отказ должен быть окончательным и безусловным: у лица должно отсутствовать намерение вернуться к совершению преступного деяния по прошествии некоторого времени или по наступлении определённых условий.

## Добровольный отказ при оконченном покушении
Добровольный отказ возможен на стадии приготовления к преступлению и неоконченного покушения. Возможность добровольного отказа на стадии оконченного покушения, когда виновный уже выполнил все действия, которые считал необходимыми для наступления преступных последствий, но они на момент отказа ещё не наступили по не зависящим от него причинам, является спорной. Ясно, что, например, в случае, когда виновный стреляет из пистолета в потерпевшего с намерением убить, но, причинив тяжкий вред здоровью, отказывается от доведения до конца преступного намерения, признание добровольного отказа не соответствовало бы целям, которые ставятся обществом перед уголовным правом. Однако неоднозначно решается вопрос относительно добровольного отказа в случаях, когда ещё возможно вторжение исполнителя в развитие причинной связи и недопущение им наступления последствий поведения, т. е. добровольный отказ, совершаемый в форме активных действий (например, действия террориста, заложившего взрывное устройство с часовым механизмом, по демонтажу этого устройства; введение противоядия потерпевшему, которому виновный подсыпал яд и т.д.).
А. М. Яковлев указывает, что при оконченном покушении добровольный отказ возможен только в случае, если возможность предотвращения последствий объективно присутствует и виновный предотвращает своими действиями наступление таких последствий. В остальных случаях добровольный отказ при оконченном покушении невозможен.

## Последствия добровольного отказа
Добровольный отказ от совершения преступления исключает привлечение к ответственности за совершение задуманного деяния. Однако если виновный до отказа от реализации основного преступного намерения в ходе неоконченной преступной деятельности уже успел совершить некие общественно опасные деяния (например, незаконно приобрёл оружие), он может нести за это ответственность. 
Основанием освобождения от уголовной ответственности при добровольном отказе является отсутствие в действиях лица состава преступления: состав приготовления или покушения в данном случае отсутствует, поскольку данные составы включают в качестве обязательного признака прерывание процесса посягательства против воли совершающего его лица.

## Добровольный отказ и деятельное раскаяние
Добровольный отказ не следует смешивать с деятельным раскаянием, которое представляет собой добровольное заглаживание причиненных общественно опасных последствий. Деятельное раскаяние осуществляется уже после окончания преступления и представляет собой активное поведение лица.

## Добровольный отказ в российском уголовном праве
Помимо изложенных выше обстоятельств, определяющих ненаказуемость добровольного отказа, УК РФ содержит положения, касающиеся добровольного отказа от совершения преступления соучастниками преступления: организатором, подстрекателем, пособником преступления.
Организатор преступления и подстрекатель к преступлению не подлежат уголовной ответственности, если эти лица своевременным сообщением органам власти или иными предпринятыми мерами предотвратили доведение преступления исполнителем до конца. Пособник преступления не подлежит уголовной ответственности, если он предпринял все зависящие от него меры, чтобы предотвратить совершение преступления. 
Если действия организатора или подстрекателя не привели к предотвращению совершения преступления исполнителем, то предпринятые ими меры могут быть признаны судом смягчающими обстоятельствами при назначении наказания.